# Komaszyce
Komaszyce este o arie protejată (sit de importanță comunitară — SCI) din Polonia întinsă pe o suprafață de 127,82 ha, integral pe uscat.

## Localizare
Centrul sitului Komaszyce este situat la coordonatele 51°07′07″N 22°04′29″E / 51.1185°N 22.0746°E.

## Înființare
Situl Komaszyce a fost declarat sit de importanță comunitară în octombrie 2009 pentru a proteja 1 specie de plante și 2 specii de animale.

## Biodiversitate
Situată în ecoregiunea continentală, aria protejată conține 5 habitate naturale: Ape puternic oligomezotrofe cu vegetație bentonică cu Chara spp., Pajiști cu Molinia pe soluri calcaroase, turboase sau argilos-nămoloase (Molinion caeruleae), Fânețe de joasă altitudine (Alopecurus pratensis, Sanguisorba officinalis), Mlaștini turboase de tranziție și turbării mișcătoare, Mlaștini alcaline.
La baza desemnării sitului se află mai multe specii protejate:
- plante (1): moșișoare (Liparis loeselii)
- amfibieni (1): buhai de baltă cu burta roșie (Bombina bombina)
- nevertebrate (1): Phengaris teleius